# Variedad completa
En matemáticas, en particular en geometría algebraica, una variedad algebraica completa es una variedad algebraica X tal que para cualquier variedad Y el morfismo de proyección
{\displaystyle X\times Y\to Y}
es una aplicación cerrada (es decir, asigna conjuntos cerrados a conjuntos cerrados). Esto puede verse como un análogo de la compacidad en geometría algebraica: un espacio topológico X es compacto si y solo si la aplicación de proyección anterior está cerrada con respecto a productos topológicos.
La imagen de una variedad completa es cerrada y es una variedad completa. Una subvariedad cerrada de una variedad completa es completa.
Una variedad compleja es completa si y solo si es compacta como variedad analítica compleja.
El ejemplo más común de una variedad completa es la variedad proyectiva, pero existen variedades completas no proyectivas en dimensiones 2 y superiores. Si bien cualquier superficie no singular completa es proyectiva, (021) existen variedades completas no singulares en dimensión 3 y superiores que no son proyectivas. Los primeros ejemplos de variedades completas no proyectivas fueron dados por Masayoshi Nagata y Heisuke Hironaka. Un espacio afín de dimensión positiva no está completo.
El morfismo que lleva una variedad completa a un punto es un morfismo propio, en el sentido de un esquema. Se puede dar una justificación intuitiva de completo, en el sentido de que no faltan puntos, basándose en el criterio valorativo de idoneidad, que se remonta a Claude Chevalley.